# Reator C1W

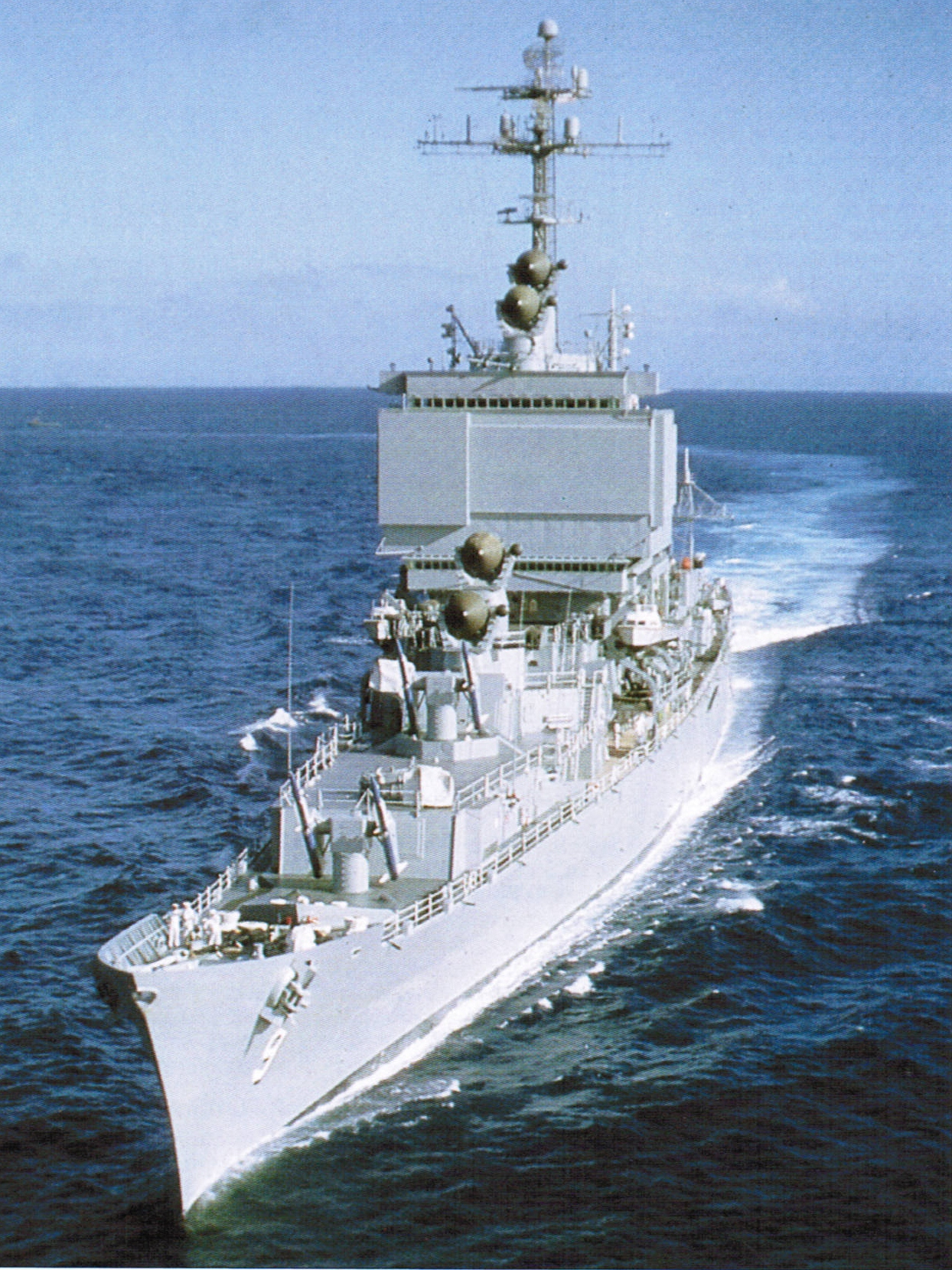
O USS Long Beach, único cruzador com a propulsão provida por dois reatores C1W.

O C1W era um reator nuclear utilizado pela Marinha dos Estados Unidos para fornecer a  geração de eletricidade e propulsão em navios de guerra. Reatores C1W, como todos os reatores navais dos EUA, eram reatores de água pressurizada. A designação C1W significa:
- C = cruzador
- 1 = Primeira geração da categoria
- W = Westinghouse, o contratante

Este tipo de reator de propulsão nuclear era usado exclusivamente na Classe Long Beach de cruzadores de mísseis guiados, o primeiro cruzador do mundo movido a energia nuclear. O C1W foi o único reator nuclear explicitamente destinado a um cruzador (dois deles, alimentando duas turbinas) com todos os cruzadores nucleares subsequentes sendo propelidos por reatores da classe "D" (ou tipo destróier). Um C1W tinha potência de 40,000 HP, correspondente a cerca de 30 MW. O compartimento do reator media 38 pés de comprimento (11,5 metros), 42 pés de profundidade (12,8 metros), 37 pés de largura (11,3 metros) e pesava 2 250 toneladas.
O USS Long Beach (CGN-9), comissionado em setembro de 1961, foi descomissionado em Maio de 1995.